# Paratemnoides salomonis
Paratemnoides salomonis es una especie de arácnido del orden Pseudoscorpionida de la familia Atemnidae.

## Distribución geográfica
Se encuentra en las Islas del Pacífico.